# BenQ
BenQ（ベンキュー）は、台湾を拠点とする電気製品メーカーおよびその商品ブランドである。中国語の社名は明基電通股份有限公司で、「BenQ」は「Bringing Enjoyment and Quality」の略称に拠る。 BenQ-AUOグループの中核企業である。

## 沿革
- 1984年、エイサーグループのディスプレイ・周辺機器部門を受け持つ企業「明碁電腦」として、施振栄によって設立
- 1992年、Acer Peripherals Labs, Inc.をアメリカ合衆国内にて設立し、販売進出、マレーシアにも子会社設立
- 1993年、製造会社Acer Peripherals Co., Ltd.を中華人民共和国・蘇州に設立
- 1996年、台湾で株式市場上場
- 2000年、明碁電通股份有限公司へ社名変更
- 2001年、BenQブランド発表、英文社名を「BENQ Corporation」に変更
- 2002年、明基電通股份有限公司へ社名変更（碁→基）
- 2003年2月13日、フィリップスと共同出資による光学ドライブ会社「Philips BenQ Digital Storage」(PBDS) を立ち上げる。[1]
- 2005年、シーメンスより携帯電話機器事業を買収し、「BenQ Siemens」ブランドで提携継続
- 2006年4月、LiteOnに光学ドライブ部門を売却。[2]
- 2007年、製造部門を佳世達科技股份有限公司 (Qisda Corporation) として分社化

台湾のほか、日本・オランダ・アメリカに主要拠点を置く。2024年7月現在、グループ全体での従業員総数は10万人を超え、液晶ディスプレイやイメージスキャナの分野では世界有数の生産数を誇る。

## 主な生産工場
- 台湾桃園工場（台湾桃園市）
- 中国蘇州工場（中国江蘇省蘇州市）
- 中国上海工場（中国上海直轄市）
- ペナン工場（マレーシアペナン州）
- メヒカリ工場 (メキシコ)
- マナウス工場（ブラジルアマゾナス州）
- カンプリンフォート工場（ドイツ）

## 主な製品
- 液晶ディスプレイ
- ゲーミングモニター
- ゲーミングマウス
- ビジネスプロジェクター
- シネマプロジェクター
- ゲーミングプロジェクター
- ドッキングステーション
- Webカメラ
- モニターアーム
- モニターライト
- デスクライト
- 電子黒板
- デジタルサイネージ
- プレゼンテーションデバイス
- ゴルフシュミレーター
- イメージスキャナ
- スピーカー
- 携帯電話
- デジタルカメラ
- ディスプレイPC[5][6][7]

## 関連会社
- ベンキュージャパン